# Yosra Frawes

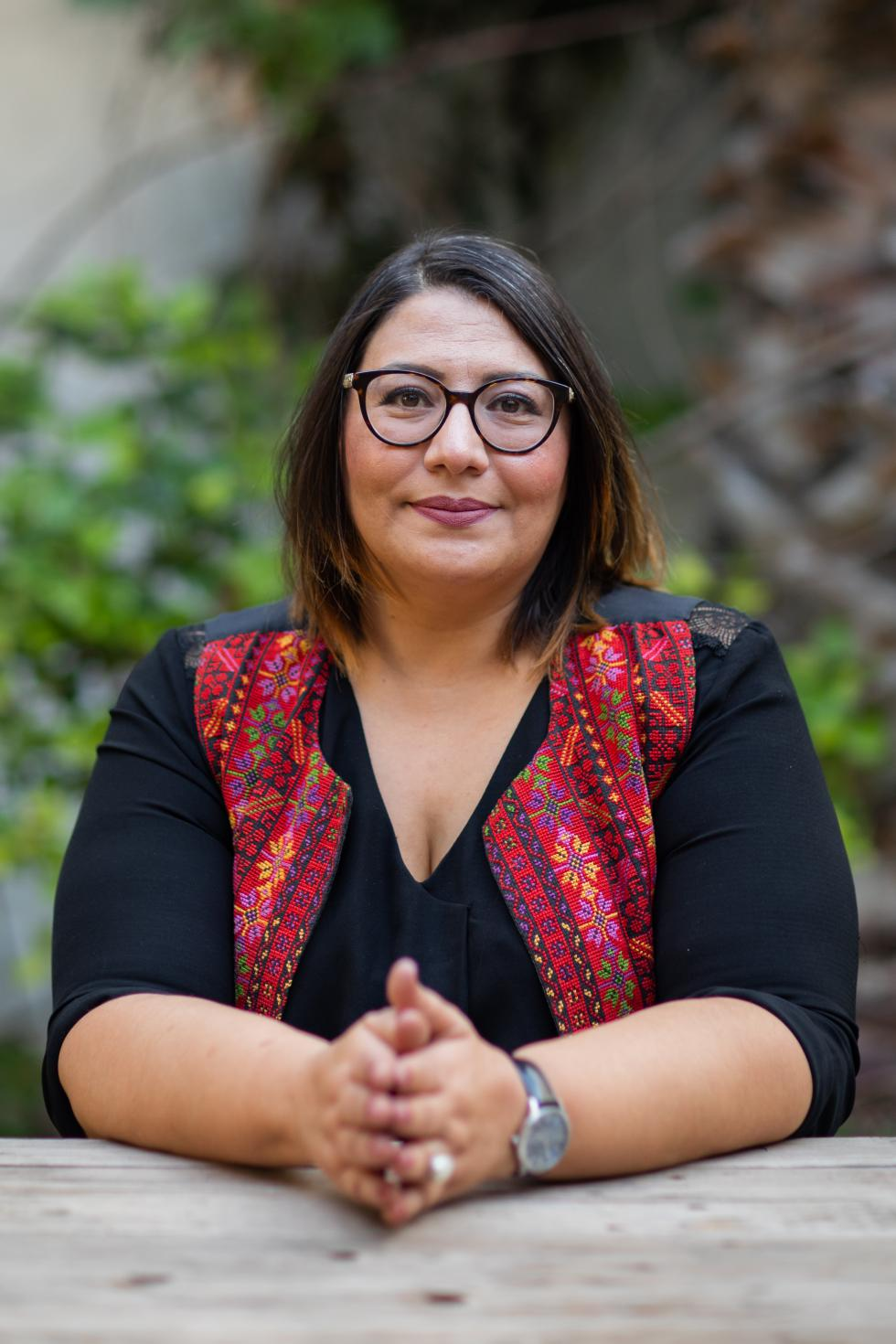
Yosra Frawes (2021)

Yosra Frawes (geboren 1979 in Jedeida) ist eine tunesische Anwältin, Frauenrechtsaktivistin und feministische Dichterin.

## Leben
Yosra Frawes wuchs mit mehreren Schwestern in einem männlich geprägten Umfeld auf, in dem die Mutter allein verantwortlich für den Lebensunterhalt der Familie sorgt. Schon während der Schulzeit auch die Ungleichheit der Geschlechter aufmerksam geworden, studierte sie nach dem Abitur Rechts-, Politik- und Sozialwissenschaften an der Universität Tunis. Ihr Studium beendete sie mit einem Masterabschluss in Wirtschaftsrecht und einem Magister in Rechtswissenschaften. In ihrer Abschlussarbeit beschäftigte sie sich mit dem Eherecht in Tunesien und plädierte für die Anerkennung von nicht verheirateten Paaren sowie von Alleinerziehenden und für deren rechtliche Gleichstellung mit Verheirateten. Im Jahr 2000 startete sie eine Petition für die Gleichstellung von Frauen und Männern im tunesischen Erbrecht.
Nach dem Arabischen Frühling 2011 war sie Mitglied des Expertenausschusses der Obersten Behörde, eines Gremiums, das für den demokratischen Übergang und für die Gesetzgebung nach dem Arabischen Frühling zuständig war. Hier nahm Frawes Einfluss auf eine paritätische Besetzung von Wahllisten mit Frauen und Männern sowie auf die tunesische Verfassung, die seit 2014 eine geschlechtergerechte Besetzung von politischen Ämtern als Staatsziel festschreibt. In ihrer Funktion bereitete sie gemeinsam mit anderen das erste tunesische Gewaltschutzgesetz 2017 vor, in dem ein Paragraf aus dem Jahr 1958 aufgehoben wurde, der 13-jährige Mädchen für sexuell mündig erklärte. Das Gesetz gilt als historischer Erfolg und Yosra Frawes wird eine maßgebliche Mitwirkung daran zugeschrieben.

„Vollumfängliche, im Alltag praktizierte Gleichheit der Geschlechter ist keine wünschenswerte Option, sondern ein Ziel, das jede Gesellschaft anstreben muss.“

Yosra Frawes ist mit Neji Khachnaoui, tunesischer Schriftsteller und Journalist, verheiratet.

## Ehrenämter
Ab 1999 engagierte sich Yosra Frawes in der tunesischen Vereinigung Demokratischer Frauen Association Tunisienne des Femmes Démocrates (ATFD). Von April 2018 bis Juni 2021 amtierte sie als deren Präsidentin.
Seit 2013 leitet die Anwältin die Fédération Internationale pour les Droit Humains, einen Dachverband verschiedener Menschenrechtsorganisationen für den Maghreb und den Nahen Osten. Sie ist die erste Tunesierin in dieser Funktion.

## Auszeichnungen

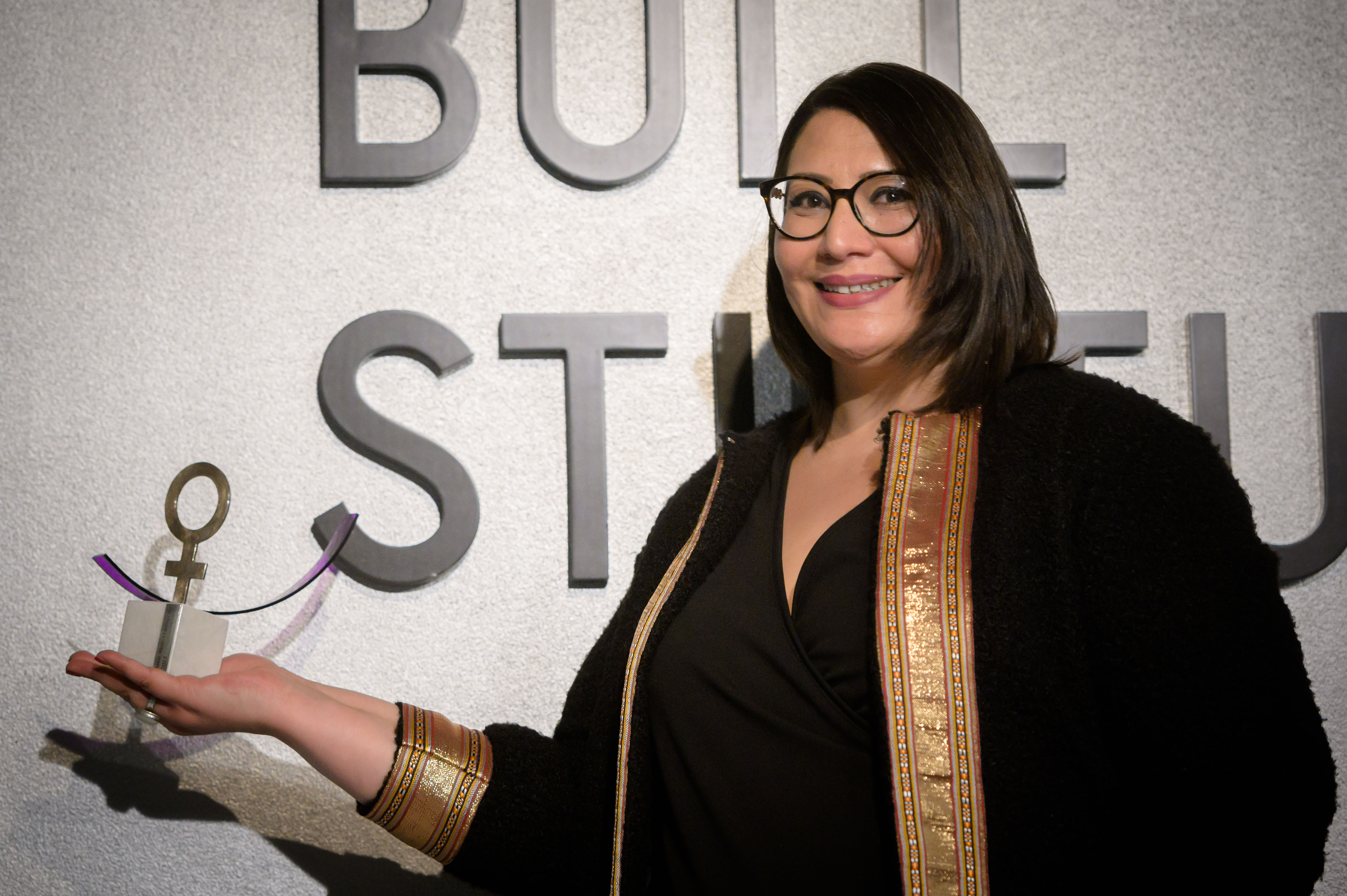
Yosra Frawes kurz nach der Verleihung des Anne-Klein-Frauenpreises mit der Trophäe

2022 erhielt sie den Anne-Klein-Frauenpreis für ihren Kampf als Juristin „während und nach dem Arabischen Frühling in Tunesien für die rechtliche Gleichstellung von Frauen und Männern“ und für ihr Engagement zur „Wahrung der Menschenwürde, sowohl in Tunesien als auch international“.